# Tapete de Nain
O Tapete de Nain é um tipo de tapete persa. Ele é confeccionado utilizando o nó senneh, ou farsbâf (também conhecido por “persa” ou “assimétrico”) e pode ter entre 120 e 280 nós por centímetro. Os fios são geralmente de lã de alta qualidade, cortados curtos e a seda é mais usada para destacar os detalhes dos desenhos. Algumas peças são feitas inteiramente de seda. Os tapetes de Nain são normalmente tecidos nas áreas próximas a cidade de Nain, não necessariamente na cidade, propriamente. O tapete de Nain utiliza o padrão 'Xá Abbas' e faz uso de motivos floridos.
Nain é uma pequena cidade na região central do Irã, muito próxima da famosa cidade de Isfahan. Antes do início do século XX, ela era bem conhecida pela produção artesanal de tecidos de lã de alta qualidade. No entanto, devido ao declínio desses negócios, a cidade encomendou aos tecelões de Isfahan que criassem um tipo de tapete, cuja ligação é ainda evidente ao olhar-se para um tapete Nain de hoje, mas eles exibem um estilo próprio, usando muitas vezes realces de azul com creme ou fundo em marfim. Dependendo da espessura, o urdume e a trama serão de seda ou de algodão. Geralmente é empregado o algodão, com diferentes espessuras de fio chamados de "la", com o menor número significando melhor qualidade.
Atualmente em Nain são produzidos tapetes de qualidade 4 ou 6 "la". Outros com 9 La e 12 La são produzidos na região de Coração, isto é, em Kashmar e Mexede.

## Descrição
A ornamentação dos tapetes de Nain se parece muito a dos tapetes de Ispaã. O campo está decorado com laços carregados de ramos floridos, mas o medalhão central é menos denso. Muitos tapetes apresentam motivos vegetais e animais. A borda é composta de uma faixa central e duas faixas secundárias, que podem, por sua vez, estarem enquadradas por duas faixas estreitas.
As cores são características: bege, marfim e branco, usadas sobre um fundo verde claro ou azul.